# Dual Love on the planet -葉ノ香-
「Dual Love on the planet 〜葉ノ香〜」（デュアル・ラブ・オン・ザ・プラネット -はのか-）は、野川さくらの8枚目シングルである。
2009年現在で、ランティスからリリースされたシングルでは、この作品が最後となっている。

## 収録曲
1. Dual Love on the planet〜葉ノ香〜
  - 作詞：渡邉美佳、作曲：影山ヒロノブ、編曲：渡邉美佳・TAKAYOSHI
  - テレビアニメ『HANOKA〜葉ノ香〜』主題歌
2. だもん。。。
  - 作詞：渡邉美佳、作曲：影山ヒロノブ、編曲：須藤賢一
3. 1999（ボーナス・トラック）
  - 作詞・作曲・編曲：影山ヒロノブ
  - 野川が上京して、暮らし始めた1999年の事を歌った曲で、ライブでは定番の曲だったが、これで初めて音源化された。
4. Dual Love on the planet〜葉ノ香〜（off vocal）
5. だもん。。。（off vocal）
6. 1999（off vocal）